# Markieff Morris

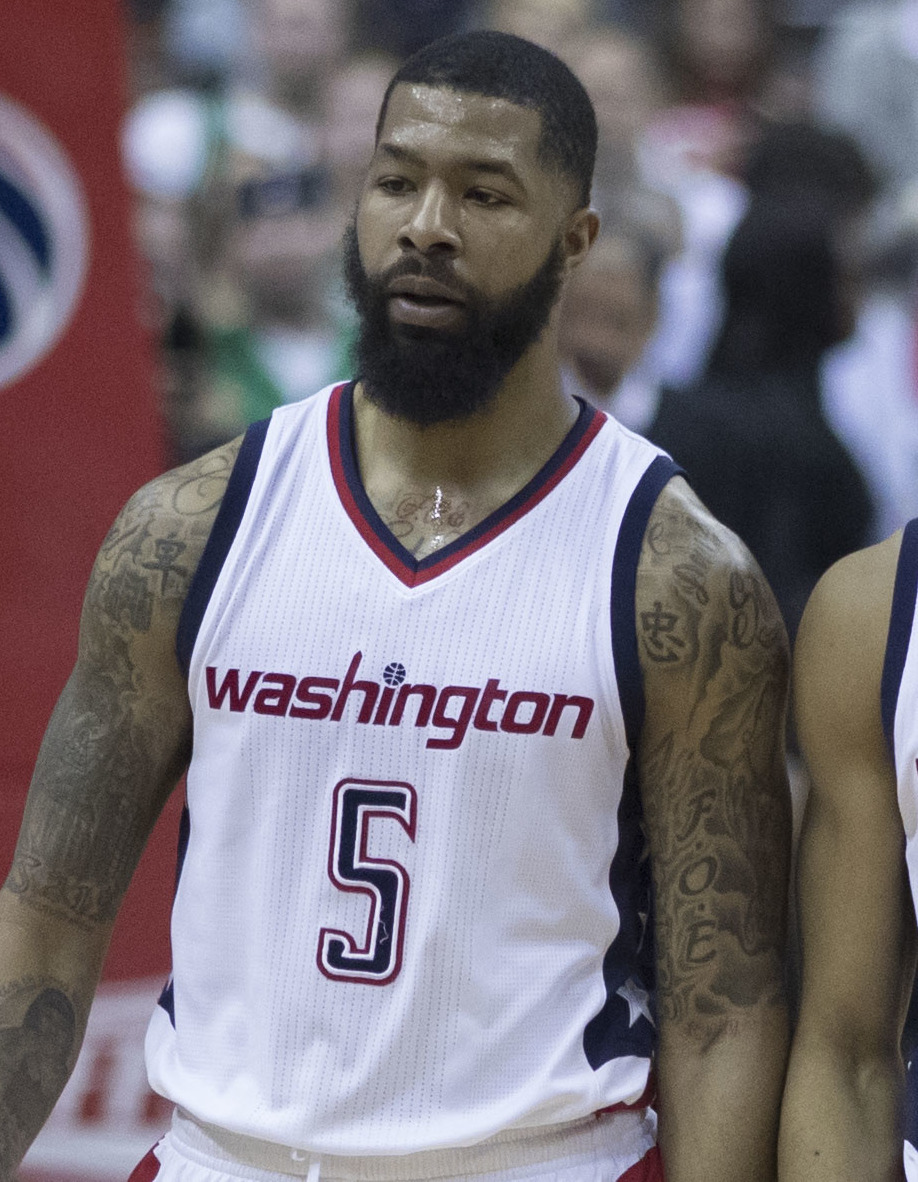
Markieff Morris, 2017.

Markieff Morris, född 2 september 1989 i Philadelphia i Pennsylvania, är en amerikansk professionell basketspelare (PF) som spelar för Los Angeles Lakers i National Basketball Association (NBA). Han har tidigare spelat för Phoenix Suns, Washington Wizards, Oklahoma City Thunder, Detroit Pistons, Miami Heat, Brooklyn Nets och Dallas Mavericks.
Morris vann NBA-mästerskapet med Los Angeles Lakers för säsongen 2019–2020.
Han draftades av Phoenix Suns i första rundan i 2011 års draft som 13:e spelare totalt.
Innan Morris blev proffs studerade han, tillsammans med sin tvillingbror Marcus Morris Sr., på University of Kansas och de båda spelade för universitetets idrottsförening Kansas Jayhawks.